# Мишка (песня Пошлой Молли)
«Мишка» — песня украинской рок-группы Пошлая Молли и экс-солистки российской женской поп-группы Serebro Кати Кищук, выступающей под псевдонимом Katerina. Релиз композиции состоялся 20 декабря 2019 года на лейбле Warner Music Group в качестве сингла из третьего мини-альбома Пошлой Молли Paycheck. Продюсерами сингла «Мишка» стали Константин Пыжов и Кирилл Тимошенко, мастерингом занимался Олег «Белый» Шевченко, который ранее помогал с прошлым релизом группы. Музыкальный видеоклип на трек вышел в тот же день, что и релиз. В клипе Кирилл и Екатерина пародируют шоу-бизнес 2000-х и притворяются любовной парой.

## История
В ноябре 2018 года рок-группа Пошлая Молли выпустила мини-альбом «Очень страшная Молли 3 (Часть 1)». После выхода EP у группы наступило творческое затишье длиною больше года. В апреле 2019 года Екатерина Кищук выпустила свой первый дебютный сольный сингл после распада Serebro «Intro» под псевдонимом KATERINA, а в июне вышел её первый альбом 22К.
До релиза трека в октябре 2019 года Кирилл Бледный опубликовал Instagram-сторис, в котором сообщил о скором выходе нового релиза. В том же месяце он вместе с Екатериной Кищук опубликовал совместное фото. Это являлось отсылкой к тому, что скоро выйдет их совместный музыкальный релиз.
20 декабря 2019 года сингл «Мишка» вышел на стриминговых площадках и для цифровой загрузки, и в тот же день вышел музыкальный видеоклип, который набрал на видеохостинге Youtube более 32 миллионов просмотров на данный момент. Сингл попал на третье место в российских чартах Apple Music и занял восьмое и тринадцатое место в российском и украинском Top Youtube Hits соответственно. В январе 2020 года Пошлая Молли исполнила песню «Мишка» вживую на передаче MTV «Музыкант Года». В феврале сингл вошёл в третий студийный мини-альбом Пошлой Молли Paycheck. В марте трек неожиданно снова попал в чарты, заняв 5 и 9 место (12 и 26 марта соответственно) в российском хит-параде InterMedia.

### Релиз и особенности композиции
Трек продюсировали Константин Пыжов и Кирилл Тимошенко, мастерингом занимался Олег «Белый» Шевченко. В песне слышны ярко выраженные элементы электропопа и хип-хопа с гитарами в припеве. В текстах трека Кирилл поёт о шоу-бизнесе 2000-х и любви знаменитостей, причём всячески сексуализирует тело Екатерины. Строки Кати повествуют о нежелании быть секс-символом, что является реальностью для самой Кищук — в 2018—2019 она стала одним из главных секс-символов страны и попала в десятку самых горячих женщин России.

## Видеоклип
Релиз видеоклипа на трек состоялся 20 декабря 2019 года на официальном YouTube-канале, в день выхода сингла. В нём солист группы Пошлой Молли Кирилл Бледный общается с Екатериной через дверной глазок в гостиничном номере. При этом они оба танцуют, несмотря на то, что Кирилл находится в номере, а Екатерина — снаружи. Потом они катаются в автомобиле, раскидывая деньги, берут премии и награды, поют на сцене, прогуливаются по красной дорожке и по ночной улице. Артисты сыграли звёздную пару, за которой пристально наблюдает пресса. Сам клип представляет собой пародию на шоу-бизнес 2000-х. Режиссёром видеоклипа выступил Никита Квасников, который ранее срежиссировал прошлый клип «ЛОЛ». Клип попал на 8-е место в российских чартах Top YouTube Hits, а клип набрал более 32 миллионов просмотров на видеохостинге YouTube.

### Реакция на музыкальное видео
Анастасия Цой, корреспондент интернет-издания «Афиша Daily», отметила, что клип «Мишка» сделан так, как будто это «светская хроника нулевых годов», а Роман Чернянский, автор статьи, опубликованной на сайте The Village, заявил, что режиссёр клипа «обыграл образ жизни звёзд того времени».
Зрители Пошлой Молли заметили, что момент с дверным глазком имеется и в клипе рэпера Eminem «Superman», назвав это плагиатом, но исполнители «Мишки» опровергли воровство, назвав это «оммажем».

## Отзывы
Владислав Шеин из ТНТ Music сравнил «Мишку» с прошлыми песнями рок-группы и заметил, что в ней можно услышать «улучшенный продакшн у Пошлой Молли (по сравнению с их дебютным альбомом)» и «более ярко выраженные элементы электропопа и хип-хопа», подметив при этом, что «без шумных гитар в припевах не обошлось». Владислав также сказал, что дуэт получился органичным как и в самом треке, так и в клипе, аргументировав высказывание тем, что Кирилл Бледный и особенно Катя Кищук «отлично ориентируются во всей этой эклектике».

## Чарты
| Чарт (2019—2020)                   | Высшая позиция |
| ---------------------------------- | -------------- |
| Россия (Apple Music)               | 3              |
| Россия (Top Radio & YouTube Hits)  | 72             |
| Россия (Top YouTube Hits)          | 8              |
| Украина (Top Radio & YouTube Hits) | 25             |
| Украина (Top YouTube Hits)         | 15             |
| Россия (Intermedia)                | 5              |

## Список композиций
| №                   | Название                       | Автор(ы)                          | Продюсер                           | Длительность |
| ------------------- | ------------------------------ | --------------------------------- | ---------------------------------- | ------------ |
| 1.                  | «Мишка» (совместно с KATERINA) | Кирилл Тимошенко, Екатерина Кищук | Кирилл Тимошенко, Константин Пыжов | 2:38         |
| Общая длительность: | Общая длительность:            | Общая длительность:               | Общая длительность:                | 2:38         |

## Участники записи
Данные взяты с Discogs.
- Кирилл Тимошенко — вокал, продюсер, автор песни
- Екатерина Кищук — вокал, автор песни
- Константин Пыжов — продюсер, сведение
- Олег Шевченко — мастеринг